# Teléfono inalámbrico

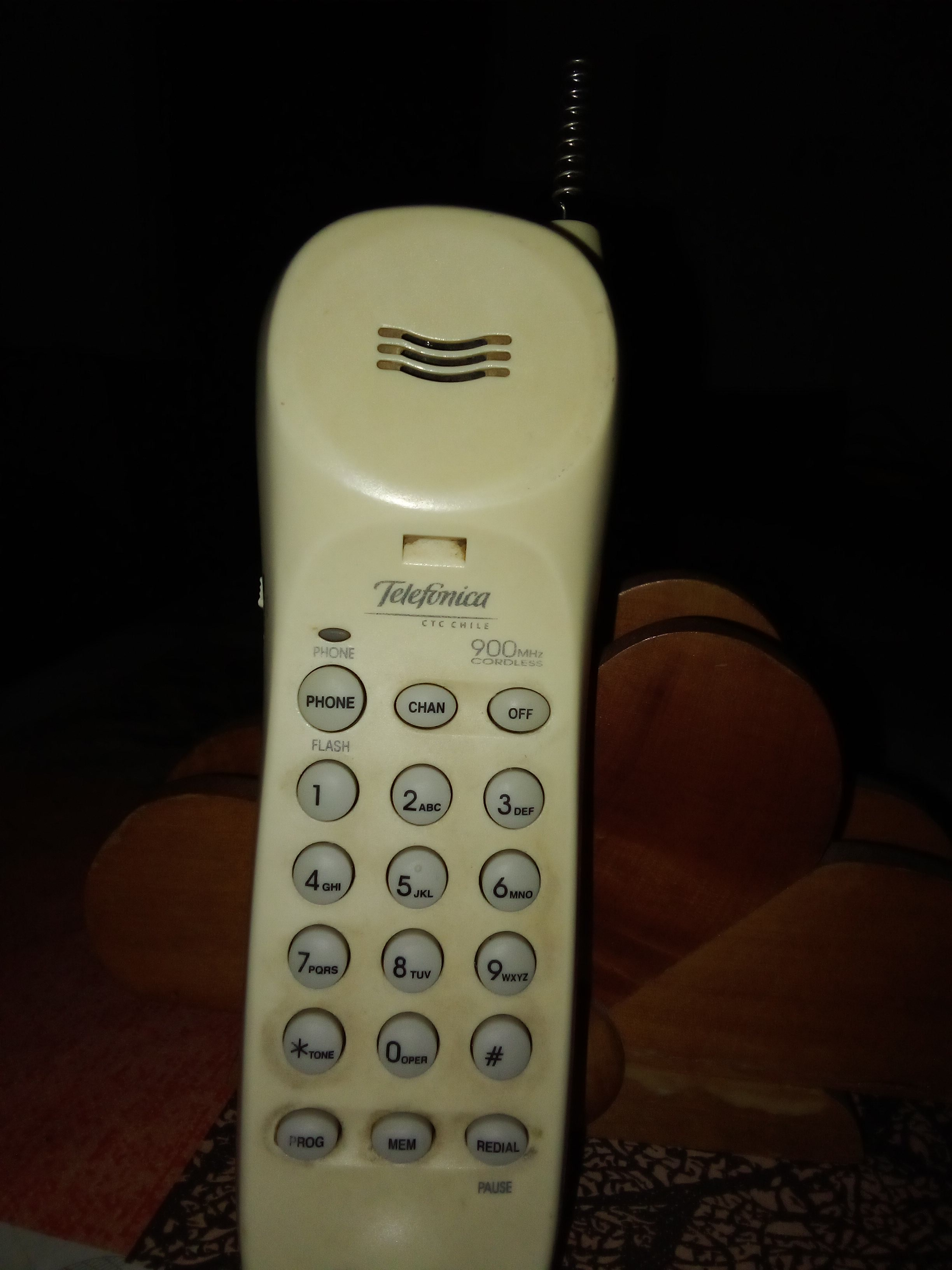
Teléfono inalámbrico

Un teléfono inalámbrico es básicamente un aparato de radio que se conecta sin cables a una base, que a su vez está conectada a la red telefónica local (fija). Generalmente tiene un rango de 100 metros o menos de su estación base y funcionan en las frecuencias de 900 MHz en América Latina y Europa, en la frecuencia de los 2,4 GHz, 5,8 GHz y actualmente 1,9 GHz con la tecnología DECT.
La base del teléfono necesita estar conectada tanto a una línea fija como enchufada a una toma de corriente eléctrica; el teléfono funciona por medio de baterías recargables las cuales normalmente se cargan al dejarlo en su base cuando no se usa.
Además el teléfono inalámbrico también puede conectarse a una Central Telefónica, un intercomunicador que no utiliza línea fija de teléfono exterior. La central hace funcionar varios teléfonos inalámbricos entre sí.
El primer modelo de teléfono inalámbrico fue patentado por el sacerdote brasileño Roberto Landell de Moura en 1901; este había demostrado públicamente este sistema el 3 de junio de 1900.

## Frecuencias
En los Estados Unidos se usan 7 frecuencias asignadas por la Comisión Federal de Comunicaciones (FCC), estas son:
- 1,7 MHz (Hasta 6 canales, Sistema AM)
- 27 MHz (asignada en 1980, hasta 10 canales, Sistema FM)
- 43–50 MHz (asignada en 1986, hasta 25 canales, Sistema FM)
- 900 MHz (902–928 MHz) (asignada en 1990)
- 1,9 GHz (1920-1930 MHz) (desarrollada en 1993 y asignada en Estados Unidos en octubre de 2005) según mercadotecnia los podemos identificar como teléfonos inalámbricos 6.0 actualmente utilizados desde el 2005
- 2,4 GHz (asignada en 1998)
- 5,8 GHz (asignada en 2003)

Actualmente todos los teléfonos vendidos en los Estados Unidos usan las bandas de 900 MHz, 2,4 GHz y 5,8 GHz.
En Europa la mayoría de proveedores usan las bandas de 900 MHz y 1800 MHz. La GSM-900 es la más ampliamente usada. Pocos operadores usan la DCS-1800 o la GSM-1800. Se necesita un teléfono de banda dual 900/1800 para ser compatible con casi todos los operadores. Al menos se debe soportar la banda GSM-900 para ser compatible con muchos operadores.

## Historia
Los teléfonos inalámbricos surgieron como una respuesta a la necesidad de moverse libremente al realizar una llamada telefónica (ya sea para alcanzar documentos, traer objetos) con el auricular en la mano. 
Los primeros teléfonos diseñados con tales características de movilidad si bien aún unidos a la línea por medio de un cable fueron desarrollados por la compañía alemana Siemens en 1938 pero no fueron más allá de la etapa de prototipo.
El desarrollo de esta idea fue retomado una vez terminada la Segunda Guerra Mundial por la compañía sueca LM-Ericsson con su modelo Ericofon.